# Giuseppe Rogoli
Giuseppe Rogoli, soprannominato Azzarone (Mesagne, 13 agosto 1946), è un mafioso italiano, membro di primissimo piano della criminalità in Puglia, nonché uno dei fondatori della Sacra Corona Unita.
Rogoli è anche membro di alto grado della 'Ndrangheta, affiliato ai Bellocco.

## Attività criminale
Già affiliato alla Nuova Camorra Pugliese (e condannato perciò a 7 anni dal Tribunale di Bari), Rogoli decise di opporsi all'espansione della camorra di Cutolo in Puglia, e così, affiliatosi alla 'Ndrangheta (dove il capobastone della 'ndrina di Rosarno Umberto Bellocco gli conferì la dote di santista), il 1º Maggio 1983 (pare sia nata la notte di Natale del 1981, ma verosimilmente altre fonti danno come data di fondazione il 1º maggio 1983), insieme a Mario Papilia e a Vincenzo Stranieri, mentre era detenuto del carcere di Trani, col permesso di Bellocco e di Carmine Alvaro, fondò la Sacra Corona Unita.
Rogoli sta scontando tre condanne all'ergastolo nel carcere di Viterbo.